# Nancy Chodorow
Nancy Julia Chodorow (20 de enero de 1944) socióloga y psicoanalista feminista estadounidense. Ejerce la clínica psicoanalítica en Cambridge, Massachusetts.

## Trayectoria
En 1966, se graduó por el Radcliffe College, y luego recibió su PhD en sociología por la Universidad Brandeis.
Ha escrito un número de textos influyentes, como:
- The Reproduction of Mothering: Psychoanalysis and the Sociology of Gender (1978);[3][4]
- Feminism and Psychoanalytic Theory (1989)
- Femininities, Masculinities, Sexualities: Freud and Beyond (1994)
- The Power of Feelings: Personal Meaning in Psychoanalysis, Gender, and Culture (1999)
- Individualizing Gender and Sexuality: Theory and Practice. Relational perspectives book series 53, 210 pp. ISBN 0415893577, ISBN 9780415893572

Considerada una líder en teoría feminista con influencias del psicoanálisis, es miembro de la Asociación Psicoanalítica Internacional, a menudo expositora en sus congresos.
Ha pasado muchos años, como profesora en los Departamentos de sociología y psicología clínica en la Universidad de California en Berkeley, habiéndose retirado de esa Universidad en 2005. The Reproduction of Mothering fue elegido por la revista Contemporary Sociology como uno de los diez libros más influyentes de los últimos veinticinco años.

## Ideas
Chodorow ve las diferencias de género como formaciones de compromiso del complejo de Edipo. Comienza con la afirmación de Freud de que el individuo nace bisexual y que la madre del niño es su primer objeto sexual. Chodorow, basándose en los trabajos de Karen Horney y de Melanie Klein, anotando de que el niño forma su ego en reacción a la figura dominante de la madre. El hijo varón forma ese sentido de independencia fácilmente, identificándose con la ley y la libertad del padre y emulándolo en su interés posesivo en la madre / esposa. Esta tarea no es tan simple para la niña. La madre se identifica con ella con más fuerza, y la hija intenta hacer que el padre sea su nuevo objeto de amor, pero está bloqueado en su formación del yo por el intenso vínculo con la madre. Donde normalmente el hijo varón experimenta el amor como una relación diádica, la hija se ve atrapada en un triángulo libidinal donde se tira el ego entre el amor por el padre, el amor de la madre, y la ocupación y la preocupación sobre la relación del padre a la madre. Para Chodorow, el contraste entre las experiencias primeras diádicas y triádicas de amor explica la construcción social de los roles de género, la degradación universal de las mujeres en la cultura, los patrones interculturales en el comportamiento masculino, y los problemas maritales en Occidente después de feminismo de la segunda ola. En el matrimonio, la mujer lleva menos interés en el sexo y más en los niños. Su ambivalencia hacia el sexo eventualmente conduce a mantener al macho a distancia. Ella dedica sus energías a los niños una vez que alcanza la madurez sexual.
La autora ha dicho sobre su texto The Reproduction of Mothering: 

En realidad la mayoría de la gente ha usado el libro, entre ellos críticos literarios, expertos en psicoanálisis, psiquiatría, psicología, filósofos, gente interesada en el carácter de la subjetividad femenina, del maternaje, de la relación madre - hija, a causa de que lo he escrito en un momento político particular, enfaticé la cuestión de compartir la parentalidad entre hombres y mujeres. Pero no me parece que eso se sostenga hoy en día. Tiene muy poca relación con el texto, que decía que la parentalidad compartida conduciría a la igualdad entre varones y mujeres. No creo que eso se sostenga. Pienso que eso fue escrito por una cantidad de razones. Pienso que fue escrito desde el punto de vista de alguien que no era madre, fue escrito desde el punto de vista de una generación de gente en que los padres estaban realmente ausentes. Quiero decir, ahora soy consciente de que mi generación fue la generación de la guerra, y había toda clase de razones para que los padres estuvieran ausentes: los padres eran soldados, o estaban trabajando largas horas, estaban saliendo de la depresión, era la generación pre baby boom, y los padres de los años 50 no estaban realmente presentes en el hogar. Cuando pienso esto, considero que claramente la noción de que los padres de los niños tienen que estar más involucrados con sus hijos era absolutamente correcta, pero pienso que en realidad la idea de que padres y madres fueran intercambiables, y que todo fuera cincuenta y cincuenta, no ha tenido en términos generales, buenas consecuencias.